# Luhe, Shanwei
Luhe  är ett härad i Shanweis stad på prefekturnivå i provinsen Guangdong i sydöstra Kina. 
Luhe är indelat i åtta köpingar (zhen) .
- Dongkeng (东坑镇)
- Hekou (河口镇)
- Hetian (河田镇)
- Luoxi (螺溪镇)
- Nanwan (南万镇)
- Shanghu (上护镇)
- Shuichun (水唇镇)
- Xintian (新田镇)